# 2020 CD3
2020 CD3（略して2020CD3やCD3と表記することもある）とは、通常は太陽の周囲を公転しているが、一時的に地球の自然衛星となった小さな地球近傍小惑星（ミニムーン）である。2020年2月15日、レモン山サーベイやカタリナ・スカイサーベイの観測の一環として、天文学者のTheodore PruyneとKacper Wierzchośによってレモン山天文台で発見された。その後の観測で地球の周囲を公転していることが確認された後、2020年2月25日にこの発見は小惑星センターによって発表された。
これは、2006年に発見された2006 RH120に続いて、その場で発見された2番目の一時的な地球の自然衛星である。名目上の軌道に基づいて、2020 CD3は2016年から2017年頃に地球の重力に捕らわれ、2020年5月頃には地球の重力の影響圏から離脱したと考えられる。
2020 CD3の絶対等級は32であり、サイズが非常に小さいことを示している。2020 CD3が暗い炭素質のC型小惑星の低いアルベド特性を持っていると仮定すると、その直径はおそらく約1.9–3.5メートル (6–11 ft)である。2020 CD3は、地球と似たような軌道を持つ地球軌道を横断するアポロ群のサブタイプであるアルジュナ群に分類される。

## 発見
2020 CD3は、2020年2月15日にレモン山天文台で天文学者のTheodore PruyneとKacper Wierzchośによって発見された。この発見は、地球近傍天体を発見するために設計されたレモン山サーベイの観測の一部であり、アリゾナ州のツーソンで実施されたカタリナ・スカイサーベイの観測の一部でもある。2020 CD3は、発見時はおとめ座の方向に地球から約0.0019 AU (280,000 km; 180,000 mi)離れた見かけの等級が20等のかすかな天体として発見された。観測された2020 CD3の軌道運動は、それが重力によって地球に拘束されている可能性があることを示唆しており、それが重力によってその運動を観測してデータを得るための更なる観測を促した。
2020 CD3の発見は、小惑星センターのNEOCPに報告され、いくつかの天文台で行われたフォローアップ観測から予備軌道が計算された。フォローアップ観測は発見から6日間に渡って行われ、2020 CD3は2020年2月25日に小惑星センターによって発行されたMPECsで正式に発表された。太陽放射圧による摂動の兆候はない。観測された2020 CD3は、既知の人工物にリンクすることが出来なかった。これにより、2020 CD3は恐らく高密度で岩石質の小惑星であることを暗示しているが、その物体が稼働を停止した人工衛星やロケットブースター等の人工物である可能性もまだ完全には排除されていなかった。また、スペースX設立者のイーロン・マスクは、自身のツイッターで、2020 CD3は少なくとも自分の（打ち上げた）ものでは無いという旨をコメントしている。その後のローウェル天文台での観測により、天然物であることを示す観測結果が報告された。

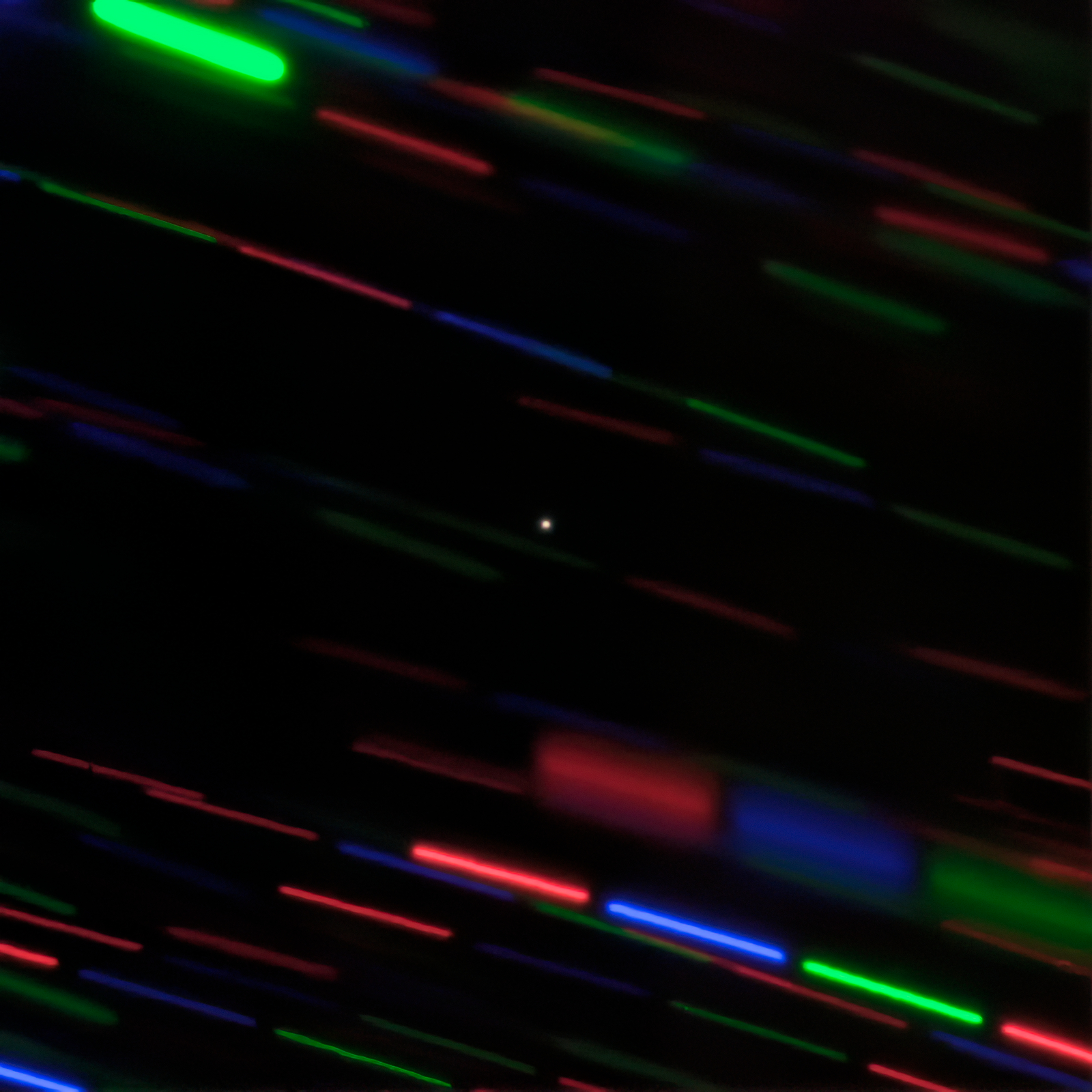
2020年2月24日にジェミニ天文台によって得られたのカラー合成画像。

2020年7月の時点では、2020 CD3の発見前の画像は確認されていない。2020 CD3の発見者は、2020 CD3が発見される前に他の掃天観測によって画像化された可能性があると疑っているが、そのかすかな軌道と非常に変動する軌道のために特定されていなかった。

## 命名法
この小惑星が発見されると、その小惑星には一時的な内部指定C26FED2が与えられた。対象物を確認するフォローアップ観測の後、2020年2月25日に小惑星センターから仮符号2020 CD3が与えられた。この暫定指定は対象物の発見日と年を示している。2020 CD3は、数日間の短い観測弧のため、小惑星センターからの恒久的な小惑星番号がまだ発行されていない。

## 軌道
2020 CD3が地球の重力に捕らわれる前、2020 CD3の太陽周回軌道は恐らく地球の軌道を横断しており、アテン群の軌道（軌道長半径が<1天文単位）またはアポロ群の軌道（軌道長半径>1天文単位）のどちらかのカテゴリーに分類されていたとされ、前者の可能性が高いと考えられている。

### 地球の一時的な衛星
2020 CD3は地球のような太陽周回軌道を持っているため、地球に対するその動きは低く、ゆっくりと惑星に接近して惑星の重力に捕らわれることができる。2020 CD3の公称軌道解は、2020 CD3が2016年から2017年の間に地球の重力に捕らわれ、軌道のシミュレーションによると、2020年5月までに地球中心軌道を離れると予想されていることを示唆している。2020 CD3の地球中心軌道は、太陽と地球両方からの潮汐力の効果と、月との繰り返しの接近のために安定していない。月は2020 CD3の地球中心軌道を重力的に乱し、不安定にする。月との摂動により2020 CD3が地球の重力の影響から逃れるために十分な勢いを確保できるため、2020 CD3の軌道の過程で月との繰り返される接近は最終的にその地球中心軌道からの離脱につながる。
2020 CD3の地球周回軌道は非常に変動しやすく、偏心しているため、過去の軌道の予測は不確実である。JPL Small-Body Databaseによると、地球への最も近い接近は2019年4月4日に13,121キロメートル (8,153 mi)の距離で接近したとみられる。2020年までの2020 CD3の以前の接近は、2020年2月13日に地球の表面から41,000 km (25,000 mi)の距離で発生した。地球の周囲を公転する2020 CD3の公転周期は約47日だが、より大きな軌道では70日から90日の範囲となる可能性がある。ただし、2020 CD3の軌道は不安定で複雑なため、これらの推定値は非常に不確実である。

地球の周囲を公転するの軌道のアニメーション。
·
月·
地球

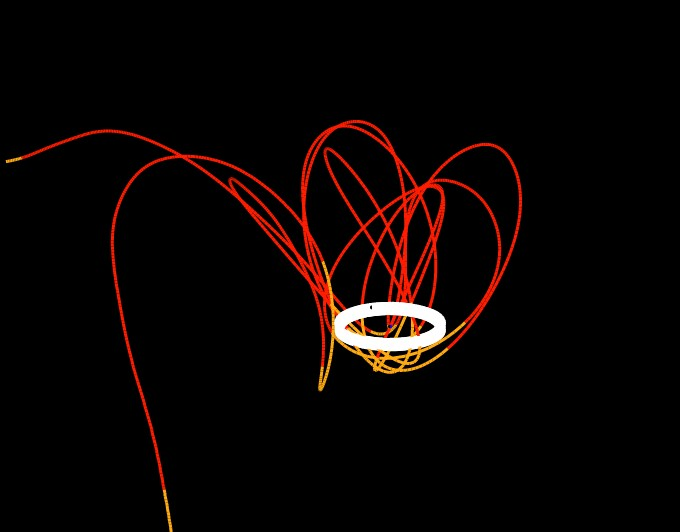
の地球の周囲の軌道。白い帯は月の軌道。

2015年から2020年までの、地球周辺のの軌道。

地球の重力に捕らわれて地球周回軌道となっていた2020 CD3は、一時的な地球の衛星である。2020 CD3は、そのサイズが小さいため、メディアでも地球の「ミニムーン」と広く呼ばれている。2020 CD3は、地球の周囲でその場で発見された2番目の既知の一時的な地球の衛星であり、最初の事例は2006年に発見された2006 RH120である。小さな地球近傍小惑星である1991 VGと火球であったDN160822 03等、他の小惑星も一時的な地球の衛星となった疑いがある。一時的に地球の重力に捕らえられる小惑星は一般的であると考えられているが、直径2 ft (0.61 m)を超える大きな小惑星は、地球の重力に捕らえられたり、現代の望遠鏡で検出されたりする可能性が低いと考えられている。

### 今後の軌道
地球の一時的な衛星ではなくなった後、2020 CD3は太陽の周囲を公転し続け、2044年3月に0.0245天文単位 (3.67×106 km; 2.28×106 mi)の距離で地球に接近する。その軌道の不確実性を考慮して、最小接近距離は0.0237天文単位 (3.55×106 km; 2.20×106 mi)であると予想される。接近距離が遠すぎて地球の重力では捕らえられないため、2020 CD3が2044年3月の接近で再び地球の一時的な衛星となる可能性は低い。2020 CD3の軌道が2044年の接近後も変わらないと仮定すると、次の接近は2061年頃で、0.0375天文単位 (5.61×106 km; 3.49×106 mi)の距離で地球に接近すると予想されている。ただし、2061年の接近距離の不確実性はより大きくなる。2020 CD3の最小接近距離は0.0131天文単位 (1.96×106 km; 1.22×106 mi)である可能性がある。
2020 CD3が地球に影響を与える可能性は、ジェット推進研究所のSentry Risk Tableによって調査されている。サイズがわずか数メートルであるため、2020 CD3は大気圏突入時に崩壊する可能性が高く、地球に被害を与えることはない。2020 CD3の累積衝突確率は2.8%であり、地球に衝撃を与える可能性が2番目に高い小惑星としてリストされているが、2020 CD3の無害なサイズのため、トリノスケールでの評価は0、累積パレルモスケールでの評価は–5.16である。次の100年以内に、影響の可能性が最も高い日付は2082年9月9日であり、影響の可能性は1.0%で、パレルモスケールでの評価は–5.57と無視できると推定されている。

## 物理的特性
2020 CD3の絶対等級（H）は約31.7と推定されており、サイズが非常に小さいことを示している。2020年11月に報告された研究によると、2020 CD3の直径は1–2メートル (3.3–6.6 ft)である。観測数が限られているため、2020 CD3の自転周期とアルベドは測定されていない。2020 CD3のアルベドが暗い炭素質であるC型小惑星のアルベドと類似していると仮定すると、2020 CD3の直径は1.9–3.5 m (6–11 ft)であり、小型車のサイズに匹敵する。JPL Sentry Risk Tableは、2020 CD3の直径が2 m (6.6 ft)であるという仮定に基づいて、2020 CD3の質量が4,900 kg (10,800 lb)であると推定している。